# Kent megye (Maryland)
Kent megye az Amerikai Egyesült Államokban, azon belül Maryland államban található. Megyeszékhelye és legnagyobb városa Chestertown. Lakosainak száma 19 198 fő (2020. április 1.). Kent megye Cecil, New Castle, Kent, Queen Anne’s, Anne Arundel, Harford és Baltimore megyékkel határos.

## Népesség
A megye népességének változása:
| Lakosok száma | 20 215 | 20 249 | 20 112 | 19 944 | 19 787 | 19 198 |
|               | 2010   | 2011   | 2012   | 2013   | 2015   | 2020   |